# Paul Cook (Politiker)

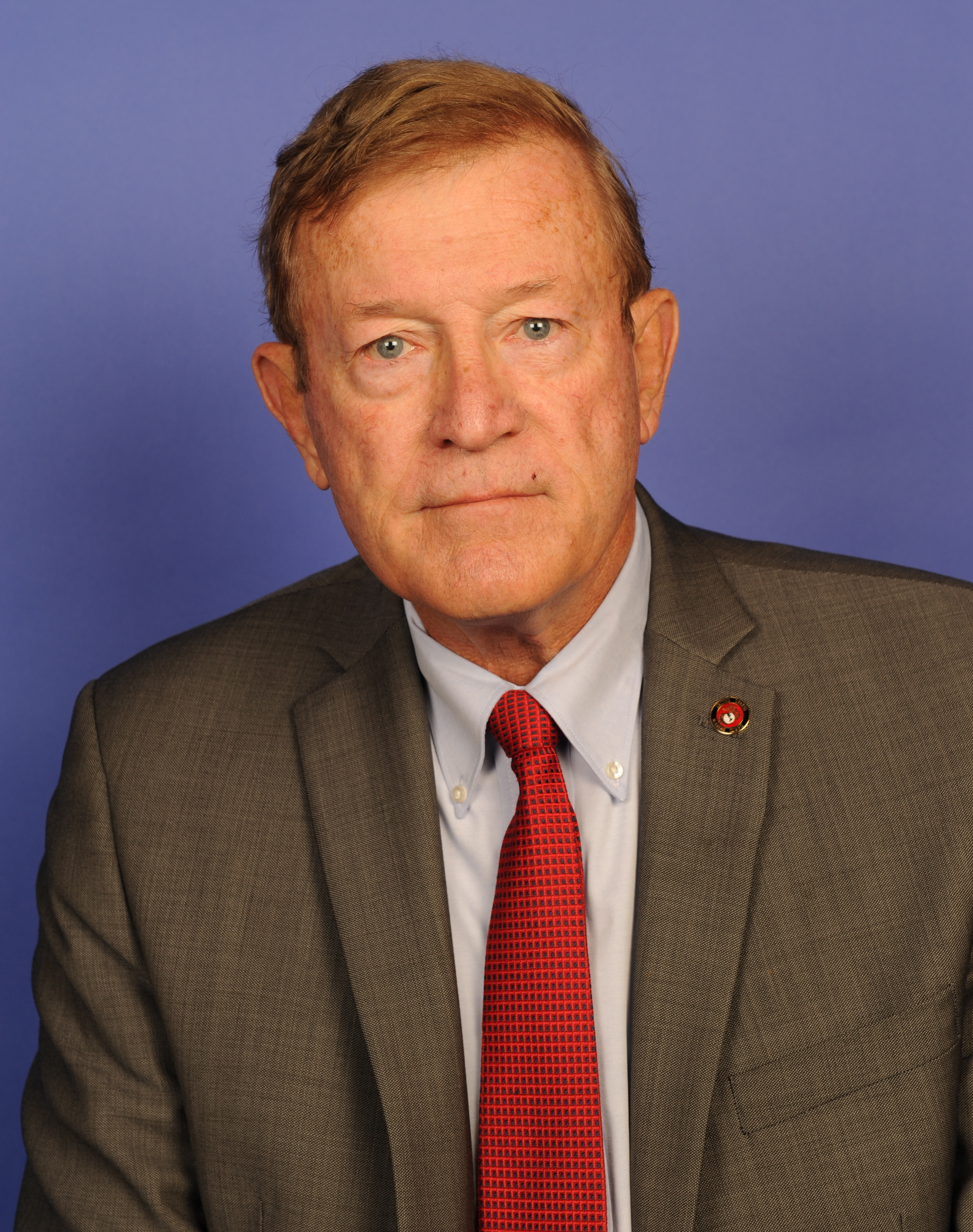
Paul Cook (2013)

Paul Cook (* 3. März 1943 in Meriden, Connecticut) ist ein US-amerikanischer Politiker der Republikanischen Partei. Von 2013 bis 2020 vertrat er den Bundesstaat Kalifornien im US-Repräsentantenhaus.

## Werdegang
Paul Cook besuchte bis 1966 die Southern Connecticut State University in New Haven, wo er zum Lehrer ausgebildet wurde. Noch im gleichen Jahr trat er dem United States Marine Corps bei, dem er zwischen 1966 und 1992 angehörte. Dabei stieg er bis zum Oberst auf. Für seine militärischen Leistungen in dieser Zeit wurde er mit dem Bronze Star und dem Purple Heart (2fach) ausgezeichnet.
Nach dem Ende seiner Militärzeit zog er permanent nach Kalifornien. Dort studierte er bis 1996 an der California State University in San Bernardino und anschließend bis 2000 an der University of California in Riverside Politikwissenschaften. Er schloss mit einem MPA und einem Master of Arts ab. In den Jahren 1993 und 1994 war Cook Leiter der Handelskammer von Yucca Valley; von 1998 bis 2002 unterrichtete er am Copper Mountain College. Seit 2002 hielt er Vorlesungen an der University of California in Riverside zum Thema politische Gewalt und Terrorismus. Politisch schloss er sich der Republikanischen Partei an. Von 1998 bis 2006 saß er im Gemeinderat von Yucca Valley. Später wurde er dort Bürgermeister. Zwischen 2006 und 2012 war er Abgeordneter in der California State Assembly. Dort gehörte er insgesamt zehn Ausschüssen an.
Bei den Kongresswahlen des Jahres 2012 wurde Cook im achten Wahlbezirk von Kalifornien in das US-Repräsentantenhaus in Washington, D.C. gewählt, wo er am 3. Januar 2013 die Nachfolge von Nancy Pelosi antrat, die in den zwölften Distrikt wechselte. Bei der Stichwahl gegen Gregg Imus, ebenfalls Republikaner, erreichte er 58 Prozent der Wählerstimmen. Vor der Umstrukturierung der Kongresswahlbezirke hatte der nicht mehr kandidierende Jerry Lewis dieses Gebiet vertreten. In den Jahren 2014, 2016 und 2018 wurde er jeweils wiedergewählt. Zur Wahl 2020 trat er nicht wieder an, sondern kandidierte stattdessen erfolgreich um einen Sitz im Board of Supervisors des San Bernardino County.  Am 7. Dezember 2020 legte Cook sein Mandat im Abgeordnetenhaus nieder und trat sein neues Amt in der Countyverwaltung an. Sein Nachfolger im achten Wahlbezirk wurde Jay Obernolte.